# Netbook

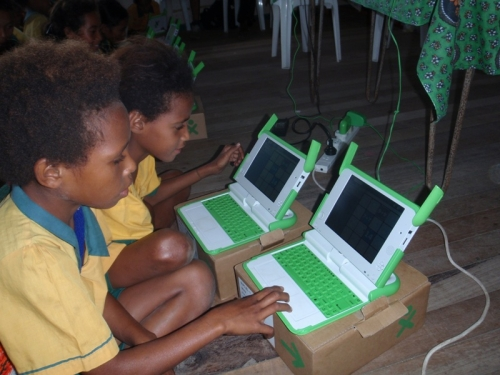
Niños usando netbooks de modelo OLPC XO-1, del plan Una Portátil Por Niño (One Laptop Per Child - OLPC).

Una netbook es una computadora portátil, de bajo costo y dimensiones reducidas, que aporta mayor movilidad y autonomía. El término fue registrado como marca por la empresa británica Psion para utilizarlo en una gama de computadoras portátiles similares a una handheld, lanzada en 1999. Psion obtuvo el registro de la marca en los Estados Unidos en noviembre de 2000. El término fue reintroducido por Intel en febrero de 2008 con su actual significado.

## Historia
El término "netbook" fue originalmente introducido por Psion en 1999 como una marca para designar a computadoras pequeñas con suficiente poder para usarse en oficinas y tener acceso a internet. 
Las Psion Netbook fueron una línea de computadoras que tenían el sistema operativo Psion Epoc y luego WinCE. Debido a lo pequeño de su mercado, el alto costo y el sistema operativo no estándar, estas computadoras de Psion nunca obtuvieron un mercado significante y fueron descontinuadas.

### Primeras netbooks de Asus
Su desarrollo comenzó en 2007 cuando Asus presentó la ASUS Eee PC. Al principio diseñada para mercados emergentes, la computadora de 23x17 cm (8.9" × 6.5") pesaba aproximadamente 0.9 kg (2 libras) y tenía una pantalla de 18 cm (7 pulgadas), un teclado de aproximadamente el 85 % del tamaño de un teclado normal, un dispositivo de memoria en tarjeta, una versión adaptada de Linux, una interfaz simplificada orientada al uso en una netbook.
Se afirma también que han tomado la idea de la iniciativa de Nicholas Negroponte, One Laptop Per Child (un portátil por niño). A partir de 2010, la mayoría de netbooks vienen con una pantalla de 25,6 cm (10.1 pulgadas), y con mejores procesadores (lo normal son 1.6 GHz). Aunque su punto débil sigue siendo la tarjeta gráfica y la frecuencia del núcleo.
La mayoría también tienen un procesador Intel Atom, que incorpora la función HyperThreading, la cual simula la función de un procesador doble núcleo, utilizando dos líneas de procesos a la vez.

### Declive
El mercado de las netbooks ha disminuido debido al auge de tabletas y celulares. A partir de la década de 2010, los fabricantes ofrecen pocos modelos de netbooks.

## Características
Las netbooks son más pequeñas que las portátiles tradicionales pero más grandes que las UMPC. Generalmente poseen pantallas de menor tamaño, de entre 17,8 cm (7") y 35,56 cm (14") ca., y un peso que varía desde menos de uno hasta dos kg.
El ahorro en peso y tamaño generalmente se obtiene omitiendo algunos puertos o unidades ópticas, además de utilizar chipsets de menor potencia.
Los sistemas operativos usados son Windows XP Home, Windows 7, 8 o 10, Windows CE (propietarios, de Microsoft), y otros de código abierto basados en GNU/Linux, entre los cuales varios de ellos han sido especialmente programados para su uso en estos ordenadores, como el Ubuntu Netbook Remix. Sin embargo, las netbooks no son lo suficientemente potentes para tareas como la edición de vídeo o para juegos de gráficos pesados, pero con ciertos programas emuladores de síntesis de imágenes y procesos de aligeramiento pueden ejecutarlos en un rango de calidad bajo-medio, y generalmente no tienen unidades ópticas (aunque se les puede conectar una unidad externa).
Las netbooks son tipos de computadoras usadas para estudiar o algo referente, computadoras de menor tamaño

Un término derivado es nettop, que identifica a las computadoras que tienen características similares de tamaño, prestaciones y precio, pero no son portátiles, sino de escritorio.
Pueden costar menos de 300 dólares estadounidenses. El bajo costo hace que Microsoft no pueda cobrarle lo mismo por el software a los fabricantes para computadoras- según dice cobra menos de 15 dólares por subportátil-. Han ganado popularidad, durante la actual recesión, pues son baratas y el impulso de hacerla más atrayentes por los fabricantes de PC, como Hewlett-Packard (HP), Dell, Acer y Lenovo, para impulsar las ventas.
Se estimó que para 2011 más de 50 millones de netbooks estarían en circulación.

## Diferencia con los subportátiles
Suele confundirse a las netbooks con las subportátiles, que son una categoría diferente de computadoras portátiles, aunque con productos superpuestos. Tienen en común el tamaño pequeño respecto de sus hermanos mayores. Pero lo que define a una netbook no es su tamaño, sino la reducción de componentes internos (fundamentalmente, carecen de unidad óptica) y consecuentemente la reducción de peso. Por otra parte, lo que define a una subportátil sí es su tamaño, pudiendo incluir unidad óptica y tener mayor peso. Por ejemplo, una netbook de 35,56 cm (14") no es una subportátil, mientras que una subportátil de 30,48 cm (12") con unidad óptica y 3 kg de peso tampoco sería una netbook. Las netbooks por lo general son más baratas, ya que están optimizadas para usos más básicos, como funciones multimedia o navegación por internet. Por consiguiente, poseen procesadores mucho menos potentes pero con un consumo menor.

## Ejemplos
Pueden ser categorizados como subportátiles dispositivos como:
- Airis Kira
- Asus Eee PC
- Acer Aspire one
- Dell E, Mini o Inspiron 910
- Fujitsu Siemens Amilo Mini
- Gdium
- HP 2133 Mini-Note PC
- Intel Classmate PC
- Lanix Neuron LT10
- Lenovo S10
- LG X110
- MSI Wind (y sus clones como Medion Akoya Mini y Advent 4211, entre otros)
- Samsung NC10
- Toshiba Satellite NB105
- VIA NanoBook y sus derivados como el Everex Cloudbook y Belinea S Book 1
- VIA OpenBook
- Sony VAIO P-Series

## Sistemas Operativos

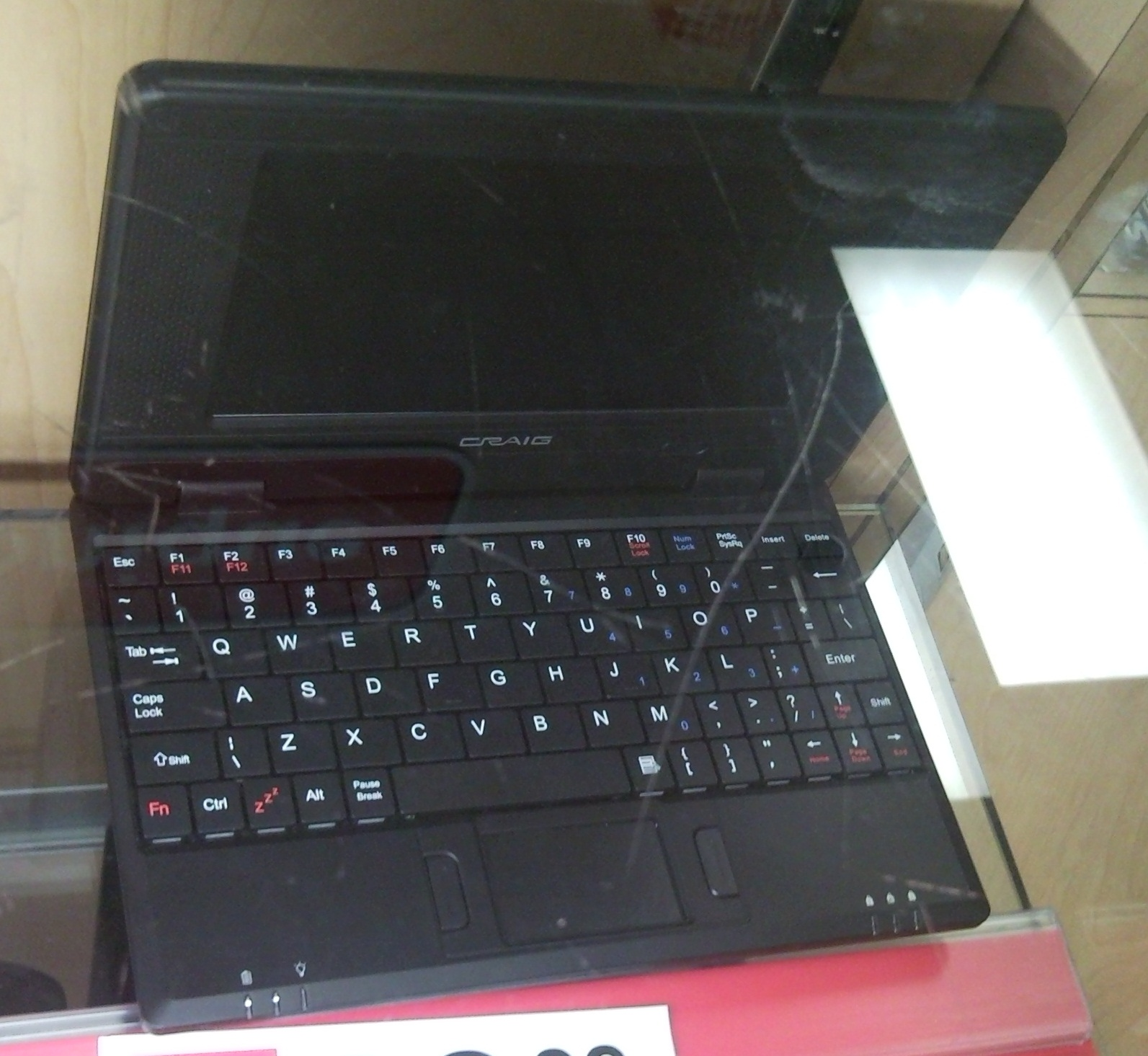
Netbook Craig basado en Android

A continuación se expone una lista con los distintos sistemas operativos que se suelen utilizar en estas computadoras.

### Windows
En una de las encuestas en los Estados Unidos de enero de 2009 se descubrió que más del 90% de los netbooks que se vendían traían instalado el Windows XP.
Microsoft ha colaborado en el aumento de las ventas de netbooks con Windows XP, bajando para estos, desde junio de 2008 hasta junio de este año, el costo de este. Sin embargo, a partir del primer trimestre de 2009, y con el aumento de las prestaciones de las netbooks, muchos modelos de los que se habrían anunciado con Windows XP saldrían a la venta con el nuevo y novedoso Windows 7, lo que también influyó en el aumento de su precio.

### Linux
Las estadísticas estiman que el 32% de las subportátiles de todo el mundo utilizan este sistema operativo, uno de los más conocidos después de Windows. 
Una de las principales causas de que el 32% de netbooks tengan instalado Linux es que, para instalar cualquier tipo de aplicación o programa, no necesitamos buscarlo en Internet, sino en sus repositorios, en los que es mucho más fácil, rápido, sencillo y seguro. Sin embargo, las primeras netbooks como el Eee PC, no hicieron uso de este beneficio al deshabilitar el acceso a la gama completa de software de Linux disponible.
Se han generado diversas variantes de Linux o distribuciones completamente nuevas, que optimizan las prestaciones de la pequeña pantalla y la capacidad de procesamiento de los Intel Atom que suelen incorporar, algunas de las nuevas versiones son Ubuntu Netbook Remix (basada en Ubuntu), fácil Peasy, Jolicloud o Moblin.

### Mac OS X
Pueden encontrarse Mac OS X en ejecución en varias netbooks que no son de la propiedad de Apple Inc., aunque esto viola los términos de dicha organización. Apple se ha quejado a sitios que albergan información sobre cómo instalar el sistema operativo sobre algunas netbooks (como YouTube). Los responsables de estos sitios han reaccionado y han eliminado estos videos.
No obstante,el modelo Macbook Air puede ser clasificado en la práctica como el primer netbook de Apple a pesar de su tamaño, aun así las líneas de Apple han dado dimensiones parecidas o similares a las de las netbook.

## Galería de imágenes

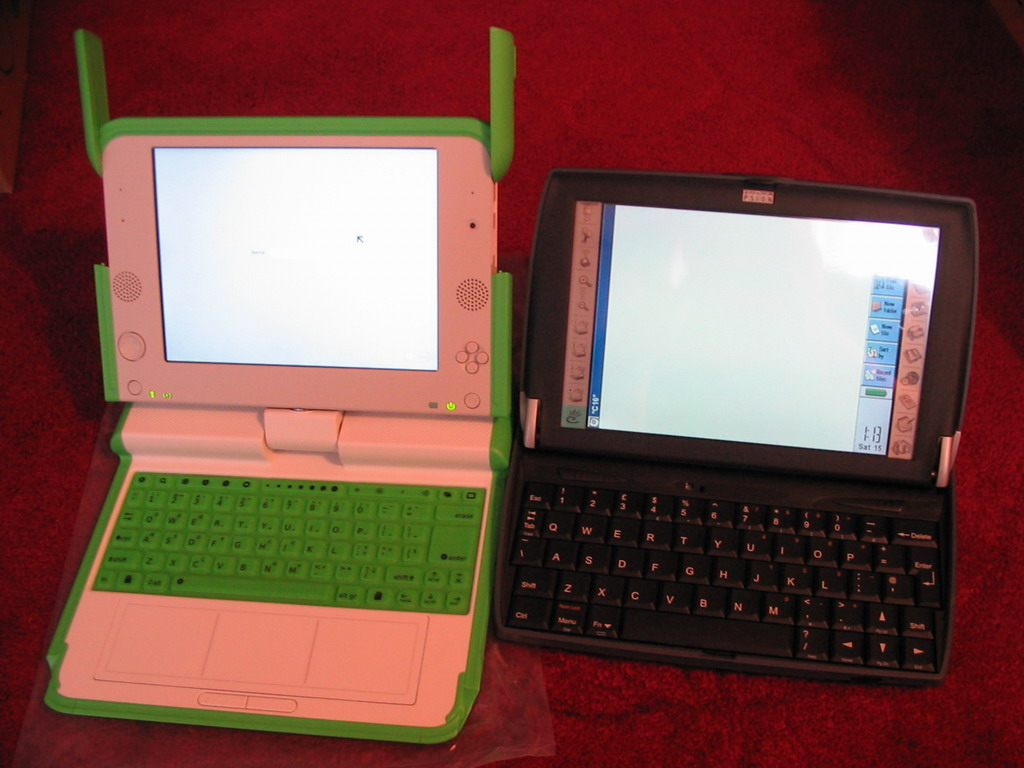
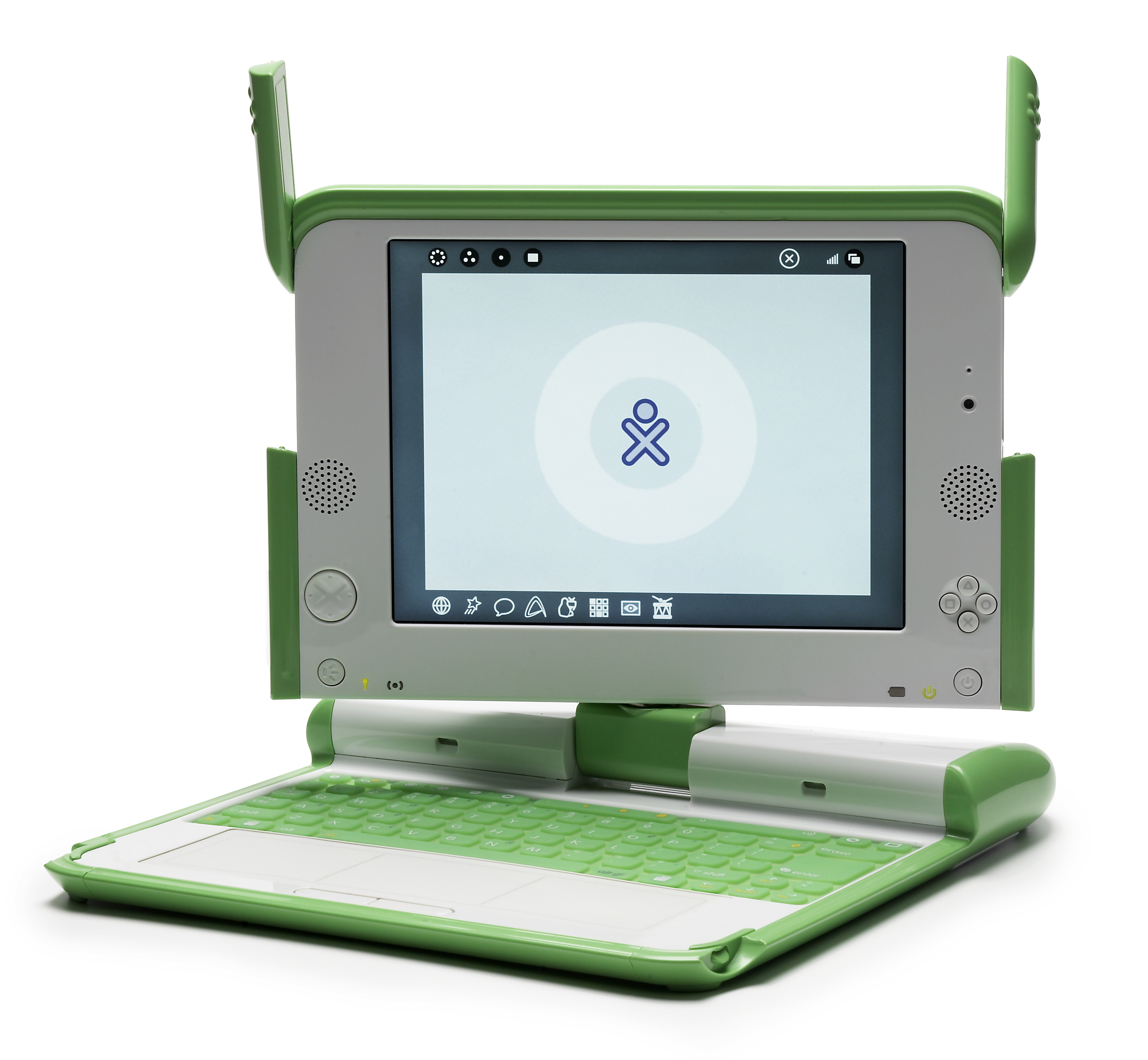
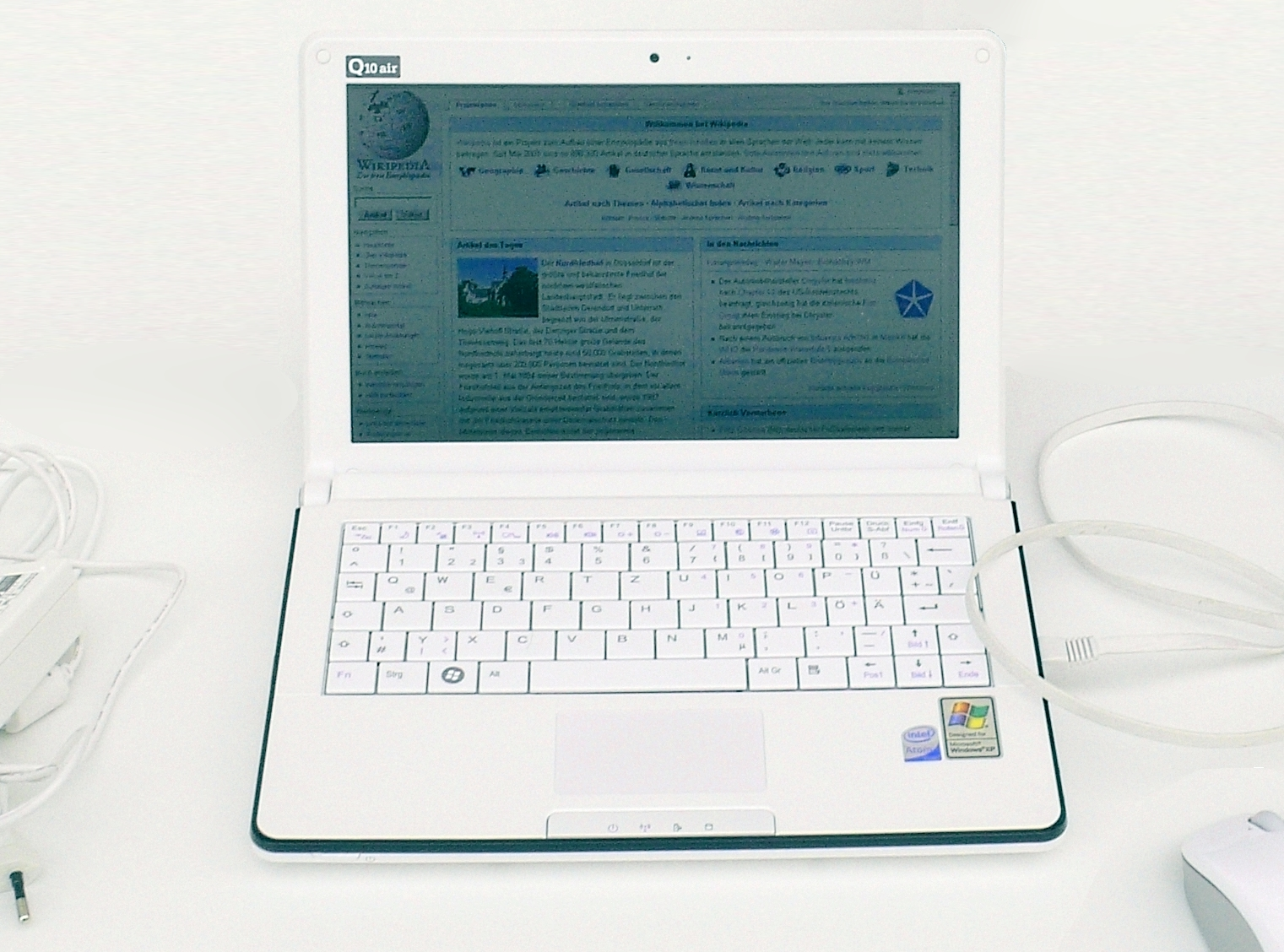
ECS G1OIL.
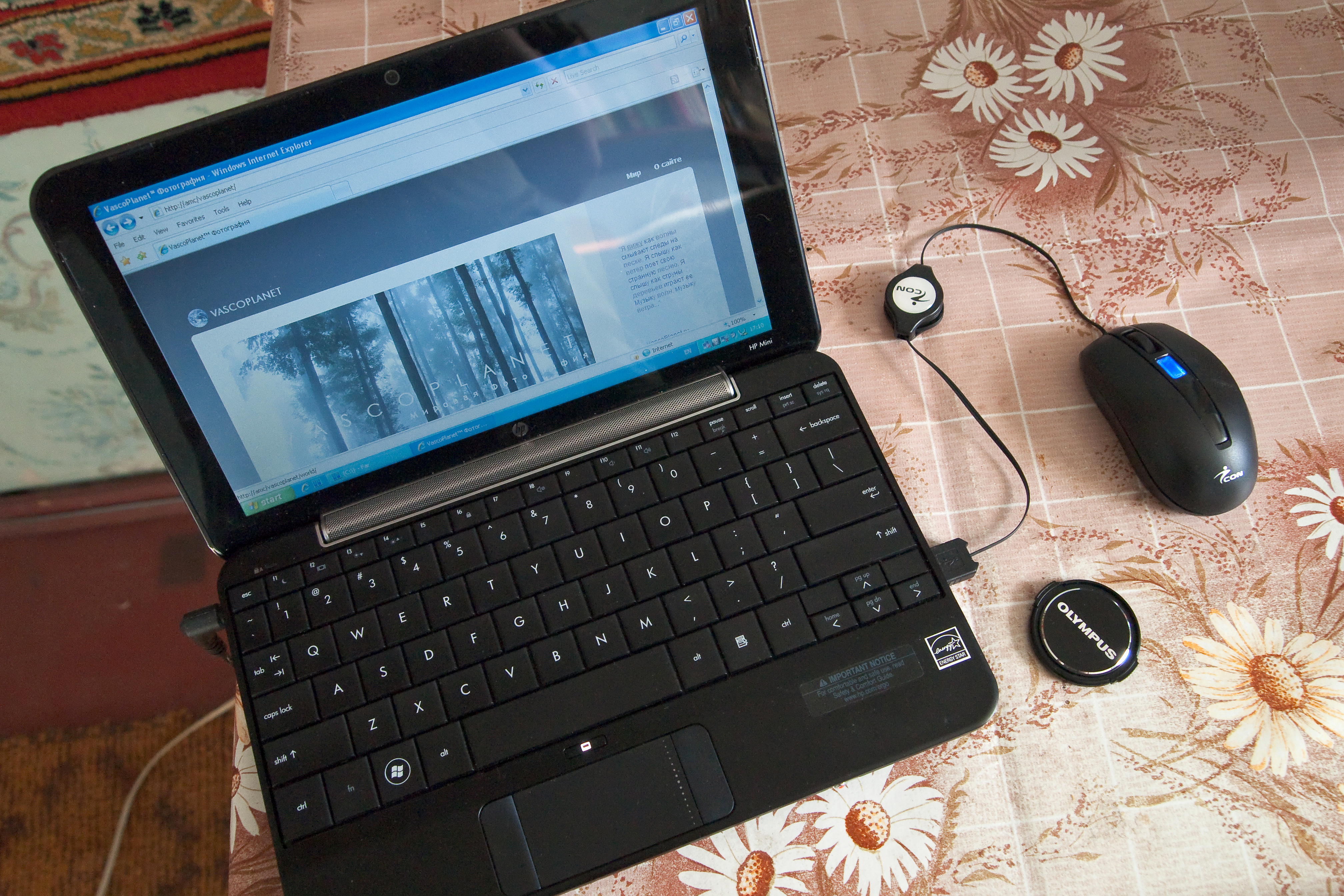